# Flaz
Flaz är ett vattendrag i Schweiz. Det ligger i den östra delen av landet, 190 km öster om huvudstaden Bern.
Trakten runt Flaz består i huvudsak av gräsmarker. Runt Flaz är det glesbefolkat, med 18 invånare per kvadratkilometer.